# Prokop Jan Granowski
Prokop Jan Granowski herbu Leliwa (ur. ok. 1640 - zm. w grudniu 1695) - starosta żytomierski w latach 1692-1695.
Poseł sejmiku średzkiego na sejm 1677 roku, sejm 1678/1679 roku, poseł sejmiku wiszeńskiego na sejm 1683 roku, poseł sejmiku podolskiego na sejm 1690 roku, sejm 1695 roku. 
Spełniając wolę swego teścia, Tomasza Jana Karczewskiego, kasztelana halickiego wybudował w 1693 kościół Trójcy Świętej i klasztor trynitarzy w Beresteczku. 